# Кофри
Кофри (фр. Cauffry) насеље је и општина у североисточној Француској у региону Пикардија, у департману Оаза која припада префектури Клермон.
По подацима из 2011. године у општини је живело 2449 становника, а густина насељености је износила 516,67 становника/km². Општина се простире на површини од 4,74 km². Налази се на средњој надморској висини од 44 метара (максималној 114 m, а минималној 36 m).

## Демографија
| 1962. | 1968. | 1975. | 1982. | 1990. | 1999. | 2011. |
| ----- | ----- | ----- | ----- | ----- | ----- | ----- |
| 1.043 | 1.239 | 1.332 | 1.689 | 2.137 | 2.300 | 2.449 |

График промене броја становника у току последњих година